# 埼玉県道327号草加八潮三郷線

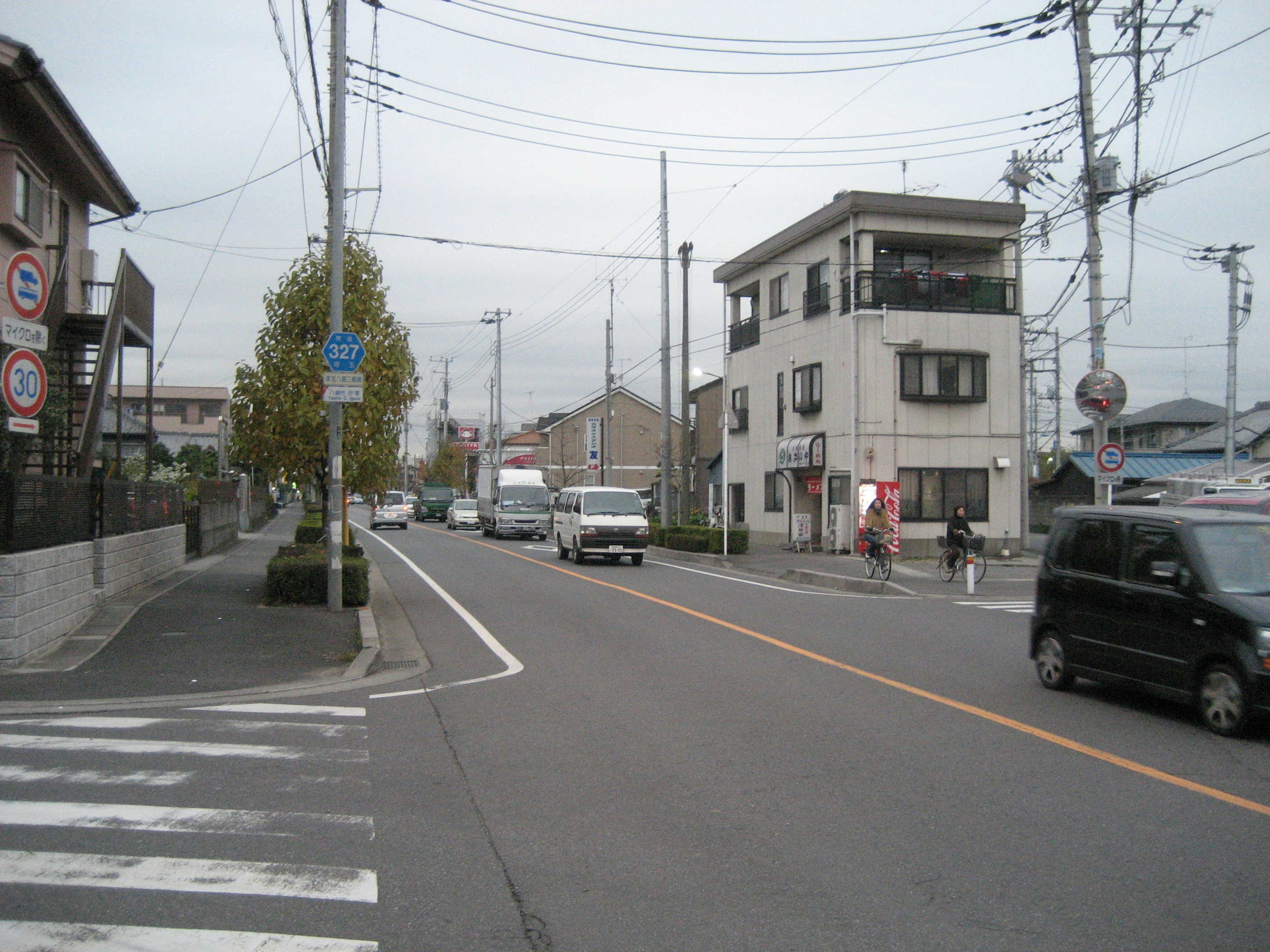
八潮市内

埼玉県道327号草加八潮三郷線（さいたまけんどう327ごう そうかやしおみさとせん）は、埼玉県草加市と八潮市を結ぶ県道である。旧称「鶴ヶ曽根草加線」。
現状、八潮市の八潮北交番（南） 交差点から三郷市内にかけては未整備の状態となっているが、「都市計画道路草加彦成線」としての延伸計画がある。

## 起点・終点
- 起点：埼玉県草加市 草加駅入口交差点
- 終点：埼玉県八潮市 八潮北交番（南）交差点

## 通過する自治体
- 埼玉県
  - 草加市
  - 八潮市

## 接続する主な道路
- 埼玉県道49号足立越谷線・埼玉県道402号草加停車場線 - 「草加駅入口」交差点（起点）
- 埼玉県道115号越谷八潮線- 「稲荷3丁目」交差点
- 埼玉県道102号平方東京線「八潮北交番（南）」（終点）

## 沿道にある主な施設等
草加市
- 草加中央団地
- 草加商工会議所

八潮市
- 八潮伊草団地
- 草加警察署八潮北交番
- 八潮市立八條小学校

## 紛らわしい路線名
草加市 - 三郷市にかけて「都市計画道路草加三郷線」の整備が進められているが、この路線は埼玉県道54号松戸草加線を指しており、本路線名とは異なる。